# Kauste
Koordinaten: 59° 3′ N, 22° 35′ O
Kauste ist ein Dorf (estnisch küla) in der Landgemeinde Hiiumaa (2013 bis 2017: Landgemeinde Hiiu, davor Landgemeinde Kõrgessaare) auf der zweitgrößten estnischen Insel Hiiumaa (deutsch Dagö).

## Einwohnerschaft, Lage und Geschichte
Kauste hat drei Einwohner (Stand 31. Dezember 2011).
Der Ort liegt im Westen der Halbinsel Tahkuna (Tahkuna poolsaar), acht Kilometer nordwestlich der Inselhauptstadt Kärdla (Kertel).
Kauste wurde erstmals 1565 unter dem Namen Kowstha urkundlich erwähnt.